# Хисос-Алазани
Хисос-Алазани (также Хисос-цкали; устар. Чанчахованис-цкали; груз. ხისოს ალაზანი) — река в Грузии. Устье реки находится в 5,8 км по правому берегу реки Тушетская Алазани. Длина реки составляет 20 км. Площадь водосборного бассейна — 123 км².
Высота истока — 2945 м над уровнем моря. Высота устья — 1642 м над уровнем моря.
Двойное название реки объясняется в книге российского путешественника Генриха Иосифовича Анохина:

Орицкали по-грузински означает «Двуречье» или «Две реки», как и в Тушетии, где два притока Тушетской Алазани имели оба одно название. Когда в XIX в. составляли карту, эту надпись картографы по недопониманию языка оставили только за западным из двух параллельных тушетских притоков, в недоумении оставив восточный вовсе без названия. Профессор Л. И. Маруашвили наименовал реку Хисосалазани, то есть Алазани, принадлежащая сел. Хисо, стоящему на её берегу, в отличие от Алазани Кахетской, Тушетской и Пирикитской. А в книге «Ресурсы поверхностных вод СССР» (том. 9, вып. 3: Дагестан, Л., 1966) мы встречаем другое название реки — Чанчахованисцкали.— 